# Большая Бронная улица
Больша́я Бро́нная у́лица — улица в Центральном административном округе города Москвы (Пресненский и Тверской районы); проходит между Малой Бронной улицей и Пушкинской площадью.

## Происхождение названия

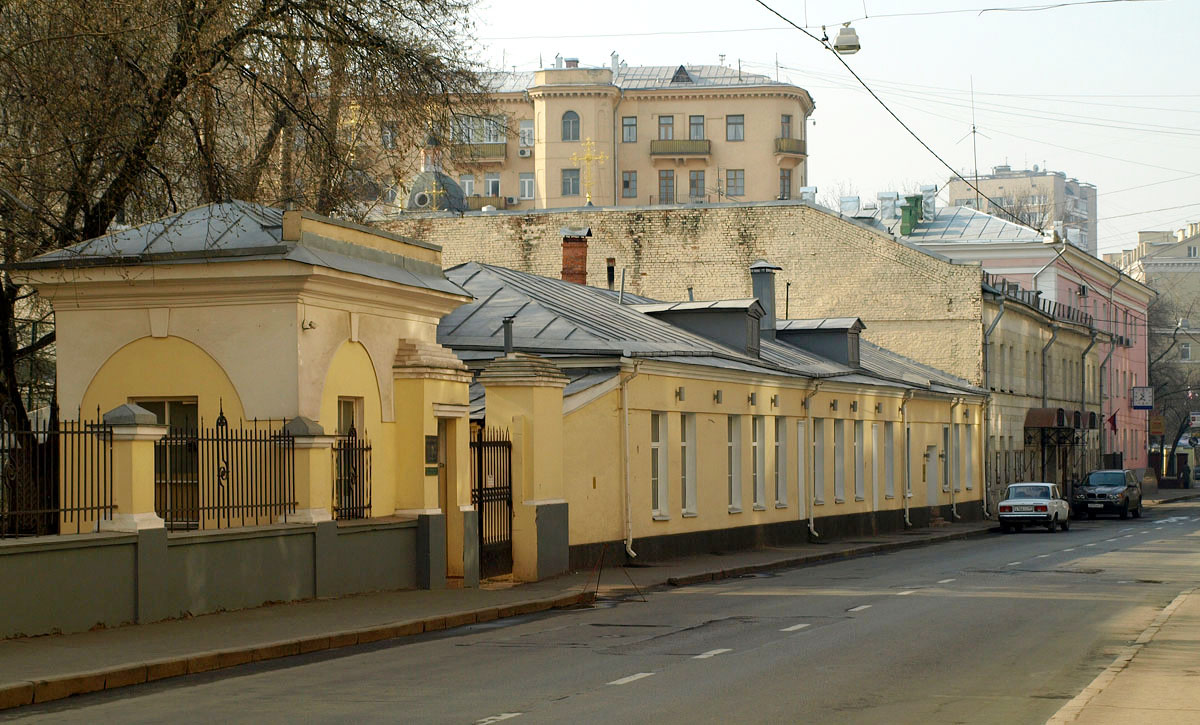
Большая Бронная, 18. Бывшая усадьба А. А. Яковлева, XVIII—XIX век.

Получила название в XVII веке по Бронной слободе, находившейся здесь ещё в начале XVI века. Первоначально население слободы составляли мастера-оружейники, изготовлявшие в том числе «броню» — панцири и кольчуги. Иногда именовалась просто Большой или Широкой улицей.

## Описание
Большая Бронная начинается от Малой Бронной, проходит на северо-восток практически параллельно Тверскому бульвару, слева к ней примыкает Большой Козихинский переулок, затем её пересекают Богословский и Сытинский переулки, заканчивается на Тверской улице, выходя на Пушкинскую площадь.

## Здания и сооружения

### По нечётной стороне
- № 3 — поликлиника № 112 ЦАО;
- № 15 (№ 8 по Богословскому переулку) — доходный дом (1914, архитектор Г. А. Гельрих), в доме находится отделение связи № 104-К-123104;
- № 17 — жилой дом кооператива «Нефтеработник» (1928, архитектор И. С. Кузнецов)[3];
- № 19 — жилой дом ЦК КПСС (1968 г.). Здесь жили К. У. Черненко (в 1968—1978)[4], М. А. Суслов[5], И. Т. Фролов[6], А. И. Покрышкин (мемориальная доска).
- № 23 — Тверское отделение Городского ломбарда (1911—1915, архитектор И. П. Машков)[2];
- № 27/4 — телестудия Главного управления внутренних дел г. Москвы; телепрограмма «Петровка, 38».
- № 29 — жилой дом (1962—1966, архитекторы Ш. А. Айрапетов, К. С. Шехоян и В. И. Уткин)[7]. Первый этаж здания занимает кафе «Вкусно — и точка», правопреемник первого в СССР ресторана McDonald's, открытого 30 января 1990 года, до его реорганизации являлся крупнейшим в Европе, ещё раньше — кафе «Лира». В доме жили актёры М. А. Ульянов (мемориальная доска, 2009, скульптор А. В. Балашов)[8], Ю. К. Борисова[9], А. П. Парфаньяк[10], Л. П. Орлова, режиссёр Г. В. Александров (мемориальная доска Орловой и Александрову, 1979, скульптор Ю. Л. Чернов, архитектор И. А. Шадрин)[11][12], скульпторы Н. В. Томский (мемориальная доска, скульптор Л. Е. Кербель, архитектор Л. Г. Голубовский)[13] и А. А. Дейнека[14], архитектор Ю. Н. Шевердяев[15].

### По чётной стороне

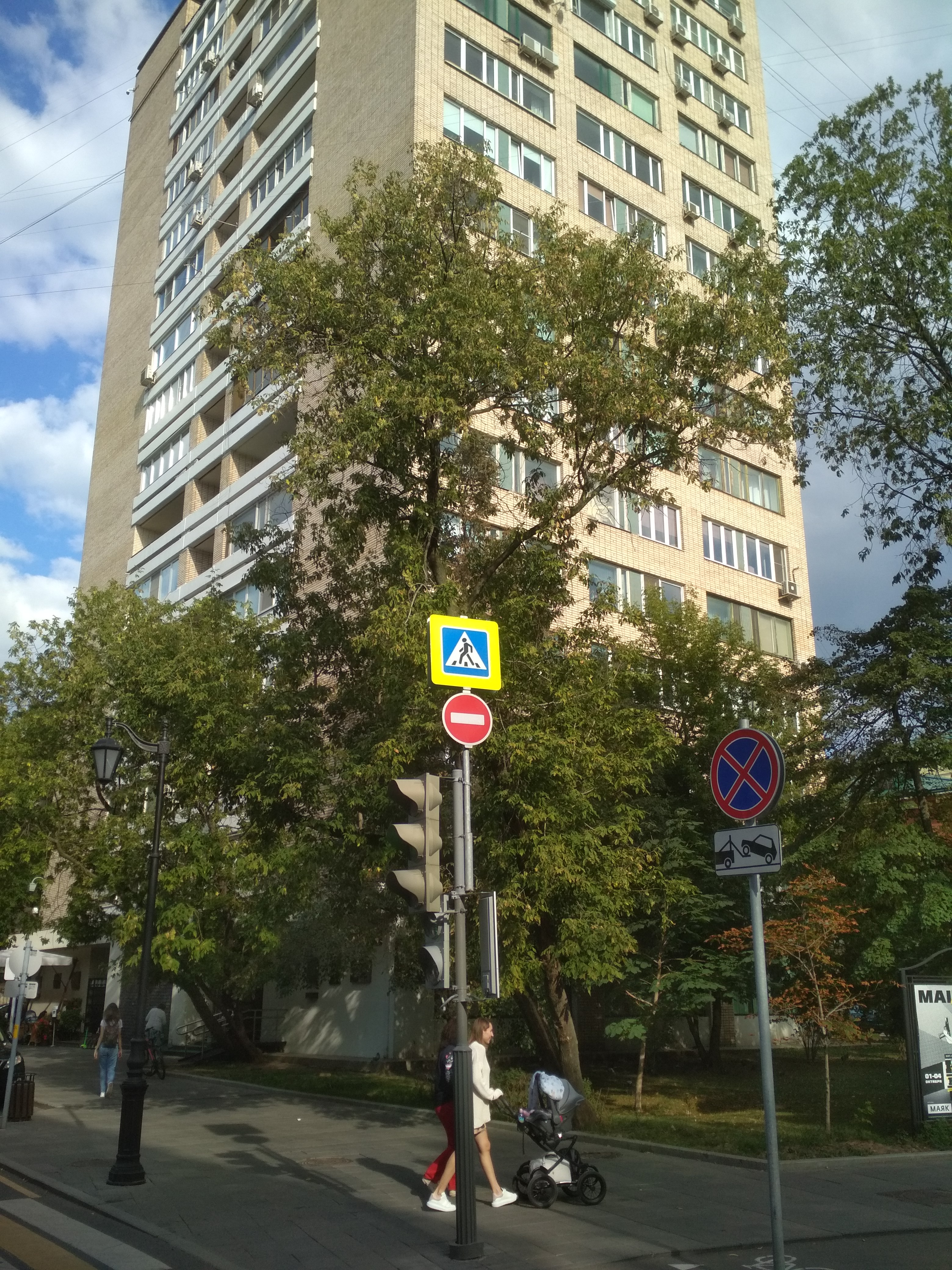
Дом № 2/6. На переднем плане — перекрёсток с Малой Бронной

- № 2/6 — 16-этажный жилой дом (1968 г.). Здесь жили актёр, артист цирка Юрий Никулин[16], которому на фасаде дома установлена мемориальная доска[17], актёр Ростислав Плятт[18], актриса Руфина Нифонтова[19], режиссёры Валентин Плучек[20] и Андрей Гончаров[21], пианист Святослав Рихтер[22]. В доме расположены Мемориальная квартира Святослава Рихтера (№ 58), открытая в 1999 году[23], и музей-квартира В. Н. Плучека. В доме жили знаменитые советские разведчики-нелегалы, внёсшие заметный вклад в разработку советского атомного проекта, Леонтина и Моррис Коэн (11 января 2023 года на фасаде дома торжественно открыта мемориальная доска супругам Коэн).

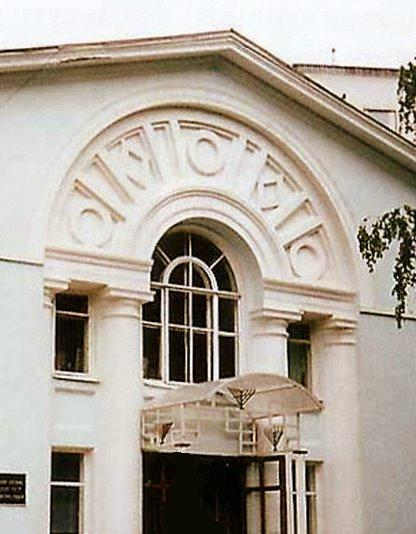
№ 6, Синагога на Большой Бронной.

- № 6 — Синагога на Большой Бронной (1883, архитектор Д. Н. Чичагов[2]; 2005, архитекторы С. Эстрин, Л. Вишниченко)[24]
- № 6А — Российское авторское общество (РАО);
- № 8 — жилой дом в стиле конструктивизм, 1927 года постройки;
- № 10 — особняк Е. И. Полякова (отделка — 1906, архитектор И. Е. Бондаренко; 1913 — перестройка, архитектор Б. М. Великовский); здание занимает Военно-промышленный банк;
- № 12 — детский сад № 1883;
- № 14 — Департамент топливно-энергетического хозяйства Москвы; Мосгорсвет;
- № 16 — здесь жил актёр и режиссёр А. Я. Таиров[25].